# Ferreira de Aves
Ferreira de Aves is een plaats (freguesia) in de Portugese gemeente Sátão en telt 2722 inwoners (2001).